# Santiago de Huari
Santiago de Huari è un comune (municipio in spagnolo) della Bolivia nella provincia di Sebastián Pagador (dipartimento di Oruro) con 13.289 abitanti (dato 2010).

## Cantoni
Il comune è suddiviso in 11 cantoni.
- Belen
- Caico Bolivar
- Castilla Huma
- Condo "C"
- Condo "K"
- Guadalupe
- Lagunillas
- Locumpaya
- Santiago de Huari
- Urmiri
- Vichaj Lupe